# اس. ای. گریفین
اس. اِی. گریفین (به انگلیسی: S.A. Griffin) (زاده ۱۶ مارس ۱۹۵۴) بازیگر آمریکایی است.
از فیلم‌های معروف او می‌توان به بازی در فیلم تاریکی نزدیک و بستری از گل‌های رز اشاره کرد.